# Viktor Platonovics Nyekraszov
Viktor Platonovics Nyekraszov (Kijev, 1911. június 4. – Párizs, 1987. szeptember 3.) orosz író, újságíró és szerkesztő.

## Életrajza
Nyekraszov Kijevben született, és 1936-ban építészmérnöki diplomát szerzett. 1937 és 1941 között a kijevi Orosz Drámai Színház színésze és díszlettervezője volt. A második világháború alatt a Vörös Hadseregben szolgált (1941–1944), ahol százados rangot ért el, és harcolt a sztálingrádi csatában. Mint nemzedékének sok írója számára, Nyekraszov számára is meghatározó élmény volt a háború: a harc mellett a különböző származású és hátterű katonák között ott tapasztalt szoros bajtársiasság is megváltoztatta a szovjet társadalomról alkotott képét. Ahogy Michael Falchikov írja: „Nyekraszov úgy "fedezte fel" a parasztságot, hogy mellettük harcolt.” A háború után újságíró lett, és ott szerzett tapasztalataira alapozta első könyvét, a В окопах Сталинграда (szó szerinti fordításban: Sztálingrád lövészárkaiban, 1946). A regény 1947-ben elnyerte a Szovjetunió állami irodalmi díját.
Sztálin 1953-ban bekövetkezett halála után Nyekraszov kihasználta a desztalinizáció első hullámát, és 1954-ben kiadta В родном городе (Szülővárosomban) című regényét, amely a szovjet irodalomban a sztálini szocialista realizmustól való eltérést jelentette. Későbbi művei, különösen Кира Георгиевна (Kira Georgijevna, 1961) című regénye, kifejezetten antisztálinista jellegűek. 1959-ben ő volt az első szovjet író, aki nyíltan követelte egy emlékmű felállítását a Babij Jarban. Az 1957-es olaszországi és 1960-as egyesült államokbeli élményeiről szóló, a korhoz képest szokatlanul nyílt útleírását, a По обе стороны океана (Az óceán mindkét oldalán) címűt 1962-ben adták ki, és Hruscsov 1963-ban elítélte azt.
Hruscsov 1964 októberében történt leváltása után Nyekraszov más szovjet értelmiségiekkel együtt tiltakozott az ellen, hogy az új kormány szerinte fokozatosan visszaállította a sztálinizmust. 1966–1973 között számos nyílt levelet írt alá a kormány politikája ellen tiltakozva, majd 1973-ban kizárták a Szovjetunió Kommunista Pártjából. 1974-ben Franciaországba emigrált, ahol a Kontyinyent című emigráns folyóirat társszerkesztője lett. Száműzetése alatt önéletrajzot írt, Записки зеваки (Egy bámész feljegyzései) (1976) és regényt, Those of the Front  (A fronton lévők, 1978) címmel. 1979-ben, miután ironikus megjegyzéseket tett Brezsnyev trilógiájára, Nyekraszovot megfosztották szovjet állampolgárságától. 1979-ben Párizsban halt meg, és a sainte-geneviève-des-bois-i orosz temetőben temették el, Párizs déli külvárosában.

## Könyvei
- В окопах Сталинграда М., 1947
- Испытание (Опасный путь) színdarab, 1949
- В родном городе elbeszélés, Молодая гвардия, 1955
- Первое знакомство. Из зарубежных впечатлений М.: Советский писатель, 1960
- Судак М., 1960
- Кира Георгиевна М., 1962
- Вася Конаков történetek, М.: Воениздат, 1961
- Избранные произведения. М.: Гослитиздат, 1962
- По обе стороны океана М., 1962
- Вторая ночь történetek, М.: Советская Россия, 1965
- Вася Конаков történetek, Киев, 1965
- Месяц во Франции. М., 1965
- Путешествия в разных измерениях М.: Советский писатель, 1967
- В жизни в письмах М.: Советский писатель, 1971
- Записки зеваки — Frankfurt, Посев, 1976
- Взгляд и нечто // Континент. — 1977
- По обе стороны Стены // Континент. — 1978—1979
- Из дальних странствий возвратясь… // Время и мы. — 1979—1981
- Сталинград. Франкфурт-на-Майне Посев, 1981
- Саперлипопет, или Если бы да кабы, да во рту росли грибы Лондон, OPI, 1983
- Маленькая печальная повесть Лондон, OPI, 1986

### Magyarul
- A másik asszony (В родном городе) – Európa, Budapest, 1957· Fordította: Gellért György
- Fordul a kerék (В окопах Сталинграда) – Európa, Budapest, 1967· Fordította: Gellért György

## Fordítás
- Ez a szócikk részben vagy egészben  a   Viktor Nekrasov című angol Wikipédia-szócikk fordításán alapul.  Az eredeti cikk szerkesztőit annak laptörténete sorolja fel. Ez a jelzés csupán a megfogalmazás eredetét és a szerzői jogokat jelzi, nem szolgál a cikkben szereplő információk forrásmegjelöléseként.